# Guessling-Hémering
Guessling-Hémering település Franciaországban, Moselle megyében. Lakosainak száma 924 fő (2022. január 1.). Guessling-Hémering Bistroff, Lelling, Pontpierre, Teting-sur-Nied, Vahl-lès-Faulquemont és Viller községekkel határos.

## Népesség
A település népességének változása:
| Lakosok száma | 738  | 813  | 863  | 893  | 912  | 913  | 919  | 919  | 918  | 924  |
|               | 1968 | 1982 | 1990 | 2006 | 2013 | 2015 | 2017 | 2019 | 2020 | 2022 |